# Banca de alimente
Banca pentru alimente este un serviciu social sau o organizație ce colectează gratuit bunuri de consum - alimente și produse de igienă personală, într-un spațiu special amenajat, le triază și le pregătește pentru a fi imediat livrate gratuit, unui consumator final care are mare nevoie de ele. Acest serviciu se afla la dispoziția tuturor celor interesați să devină parteneri ai Băncii, ca donatori sau ca beneficiari. Poate fi vorba de companii care produc, stochează, livrează sau comercializează alimente și produse de igienă, dar și de persoane private. Important este ca toate să accepte să doneze Băncii produsele care apoi vor fi oferite gratuit unor organizații care gestionează servicii de asistență socială.

## Istoric
Prima banca pentru alimente în România a fost  înființată în iulie 2016 în București, iar până în mai 2021 au fost înființate și funcționează 8 Bănci Regionale care acoperă teritorial toată țara. Ele sunt in: București, Cluj, Roman, Brașov, Oradea, Timișoara, Constanța și Craiova și urmează să li se alăture și cea din Galați.Aceste Bănci au format împreună Federația Băncilor pentru Alimente din Romania ca structura reprezentativă la nivel național.

## Modele operaționale
În lume există mii de bănci alimentare care operează alimente sub diferite modele.
O distincție majoră între băncile de alimente este dacă funcționează sau nu pe modelul „prima linie”, oferind alimente direct celor flămânzi, sau dacă funcționează cu modelul „ depozit ”, furnizând hrană intermediarilor cum ar fi cămarele de alimente, bucătăriile și alte organizații.
O altă modalitate este între modelul de caritate și modelul sindical. Cel puțin în Canada și SUA, băncile de alimente conduse de organizații caritabile acordă adesea o pondere relativ mai mare pe salvarea alimentelor care altfel ar fi pierdute și pe încurajarea voluntariatului, în timp ce cele conduse de sindicate pot pune un accent mai mare pe hrănirea celor flămânzi de către orice persoană, mijloacele disponibile privind furnizarea de muncă pentru șomeri și educație, în special despre explicarea utilizatorilor drepturilor lor civile.
Pentru multe bănci alimentare din SUA, cea mai mare parte a alimentelor donate provine din alimente rămase din procesele normale ale companiilor cu scop profit. Poate proveni din orice parte a lanțului alimentar, de exemplu de la cultivatori care au produs prea mult sau a căror hrană nu este suficient de atractivă din punct de vedere vizual; de la producători care au supraprodus; sau de la comercianții cu amănuntul care au comenzi mai mari. Adesea, produsul se apropie sau depășește data „de vânzare”. În astfel de cazuri, banca alimentară colaborează cu industria alimentară și cu autoritățile de reglementare pentru a se asigura că alimentele sunt sigure și legale pentru a fi distribuite și consumate.
Alte surse de hrană includ publicul larg, uneori sub formă de „ colectări de alimente ”, și programe guvernamentale care cumpără și distribuie produse agricole în exces, în principal pentru a ajuta la susținerea prețurilor mai mari ale mărfurilor. Băncile de alimente pot, de asemenea, să cumpere alimente fie la prețuri de piață, fie de la angrosiști și comercianți cu amănuntul la prețuri reduse, adesea la cost. Uneori, fermierii vor permite băncilor alimentare să trimită culegători pentru a salva gratuit recoltele rămase odată ce recolta lor primară este completă.

## Susținătorii băncii
Aceștia pot fi producătorii de produse agro-alimentare, distribuitorii din lanțul logistic, hipermarketurile și supermarketurile, magazinele alimentare, cantinele, restaurantele, hotelurile care au surplusuri alimentare. Companiile private care, prin politicile lor de implicare socială, susțin:
- financiar, cu sponsorizări;
- material, prin donarea de bunuri și servicii necesare bunei funcționarii a acesteia sau, după caz, a ONG-urilor care primesc bunurile (mașini pentru transport, camionete, lăzi frigorifice, vitrine frigorifice, ambalaje, rechizite, aparatură de birou, mobilier de birou, combustibil etc);
- implicare sociala prin participarea angajaților în activități de voluntariat în cadrul acesteia.

## De ce să te implici?
Pentru că astfel, participi în favoarea firmei pe care o reprezinți și a comunității din care faci parte la realizarea unor beneficii:
- sociale: aceste bunuri pot fi puse la dispoziția celor care nu au putere de cumpărare;
- economice: donarea produselor excedentare reduce semnificativ costurile firmei tale pentru depozitarea, manipularea și distrugerea sau eliminarea acestora;
- etice/morale: bunurile pentru care s-a consumat materie primă, energie, timp și muncă ajung  să fie folosite la adevărata lor valoare
- ecologice: se reduce cantitatea de alimente și produse distruse sau dispersate în mediu;
- educative: contribui în mod activ la crearea unei culturi a solidarității și la responsabilizarea persoanelor în combaterea risipei alimentare.

Vei oferi astfel o dimensiune socială și de responsabilitate civică activității companiei tale, ajutând persoane în dificultate să ducă o viață mai demnă.

## Activitate
Produsele pot fi oferite prin sponsorizare, donație sau donație în baza legii împotriva risipei alimentare.Banca din București a colectat în anul 2017 peste 57 de tone de produse , iar în 2020 a reușit sa colecteze peste 1352 tone.
În 2020, Banca pentru Alimente București a colectat și distribuit peste 1.350 de tone de alimente, cu 23% mai mult decât întreaga cantitate de produse colectate în perioada 2016-2019. Premisele pentru acest an sunt optimiste, cu aproape 775 de tone de alimente colectate și distribuite de la începutul anului 2021, până în prezent.
Toate produsele alimentare colectate de Banca pentru Alimente București, cu sprijinul partenerilor săi, au ajuns la peste 30.000 de persoane aflate în dificultate, beneficiari ai organizațiilor partenere, pe care Banca îi susține în mod recurent.
În 2020 întreaga rețea de Bănci pentru Alimente din Romania a colectat aproape 3000 de tone la nivel național ce au fost distribuite către peste 400 de ONG-uri cu peste 115.000 de beneficiari finali